# Níkos Christodoulídis
Níkos Christodoulídis (en grec moderne : Νίκος Χριστοδουλίδης), né le 6 décembre 1973 à Geroskípou, est un professeur d'université, diplomate et homme d'État chypriote, président de la république de Chypre depuis le 28 février 2023.
Le 11 avril 2014, il est nommé porte-parole du gouvernement chypriote. Nommé ministre des Affaires étrangères dans le gouvernement Anastasiádis II le 1er mars 2018, il occupe cette fonction jusqu'au 11 janvier 2022. Il remporte l'élection présidentielle de 2023 en tant que candidat indépendant après avoir été exclu du Rassemblement démocrate.

## Biographie

### Enfance, famille et études
Níkos Christodoulídis naît le 6 décembre 1973 à Geroskípou. Son père est originaire du village de Giólou tandis que sa mère est originaire de Geroskípou.
Il étudie les sciences politiques, l'économie, les études grecques byzantines et modernes au Queens College. Il poursuit ses études de troisième cycle en sciences politiques à l'université de New York et en diplomatie à l'université de Malte.
En 2003, il reçoit un doctorat du département de science politique et d'administration publique de l'université nationale et capodistrienne d'Athènes.

### Carrière diplomatique et universitaire
En 1999, Níkos Christodoulídis entre dans le service diplomatique de la république de Chypre. Il est consul général à Londres, chef de mission adjoint de l'ambassade à Athènes et conseiller à la représentation permanente de Chypre auprès de l'Union européenne à Bruxelles.
En outre, il a enseigné au département d’histoire et d’archéologie de l'université de Chypre en tant que spécialiste scientifique, sur le thème « Histoire du monde d’après-guerre ».
Le 1er septembre 2013, il est nommé directeur du bureau diplomatique du président de la République Níkos Anastasiádis.

### Ministre

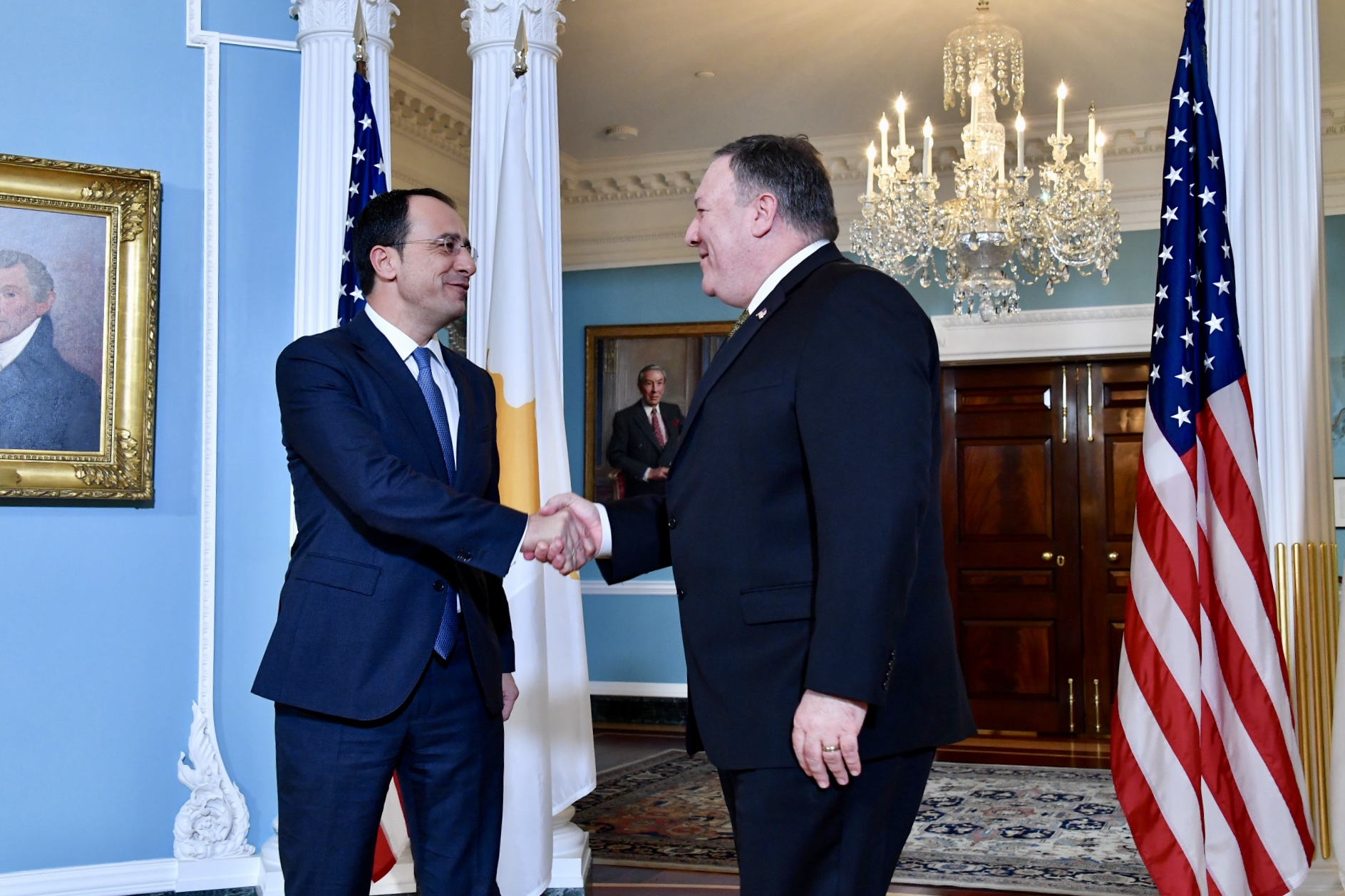
Entre 2018 et 2022, Níkos Christodoulídis est ministre des Affaires étrangères.

Le 14 avril 2014, Níkos Christodoulídis est nommé porte-parole du gouvernement chypriote dans le gouvernement Anastasiádis I.
Après la réélection en février 2018 du président de la République Níkos Anastasiádis, Khristodoulídis est nommé à la tête du ministère des Affaires étrangères et prend ses fonctions le 1er mars 2018. Il remet sa démission le 10 janvier 2022.

### Élection présidentielle de 2023
Níkos Christodoulídis se présente à l'élection présidentielle de 2023 comme candidat indépendant après avoir été exclu du Rassemblement démocrate (DISY), où il termine en tête au premier tour le 5 février avec 32,04 % des voix et se qualifie pour le second tour devant le candidat indépendant soutenu par AKEL Andréas Mavroyiánnis et le candidat du DISY Avérof Neofýtou, qui est éliminé. Il est perçu comme le protégé du président sortant, Níkos Anastasiádis, bénéficie de la bienveillance de la puissante Église orthodoxe, et se présente avec le soutien de plusieurs partis politiques conservateurs et nationalistes (DIKO, EDEK, DIPA et KA). Le 12 février 2023, il est élu président de la république de Chypre avec 51,97 % des suffrages exprimés contre 48,03 % à Mavroyiánnis. Âgé de 49 ans, il est la plus jeune personne élue à cette fonction, et la première née après l'indépendance de l'île en 1960, ratifiée par le traité de garantie, et permise par les accords de Zurich et de Londres de 1959.
Il est réputé pour son intransigeance vis-à-vis des Chypriotes turcs. Il s'est montré plus rigide que ses adversaires sur la question de la reprise des discussions s'est déclaré ouvert à l'idée d'intégrer dans son gouvernement des partis d'extrême droite comme Elam, un parti fortement opposé à tout projet de réunification de l'île.

### Président de la république
Níkos Christodoulídis est investi président de la république de Chypre le 28 février 2023, succédant à Níkos Anastasiádis et devenant la plus jeune personne à occuper cette fonction. Dans son discours d'investiture, il fait de la réunification de l'île l'une de ses priorités politiques. Son gouvernement est formé le 1er mars 2023 et repose sur une coalition entre le Parti démocrate, le Mouvement pour la démocratie sociale, le Front démocratique et le Mouvement solidarité.

### Vie privée
Níkos Christodoulídis est marié à Filippa Karsera et a 4 filles.